# Plaines Wilhems
Plaines Wilhems é um distrito da Maurícia. Tem cerca de 358.182 habitantes e 207 km². Tem sede na vila de Souillac.

## Municípios
- Beau-Bassin/Rose-Hill
- Quatre-Bornes
- Vacoas/Phoenix
- Curepipe

|                    | Norte: Port Louis | Nordeste: Moka      |
| Oeste: Black River | Plaines Wilhems   | Leste: Grand Port   |
|                    | Sul: Savanne      | Sudeste: Grand Port |